# Deutsche Gesellschaft für Bodenmechanik
Die Deutsche Gesellschaft für Bodenmechanik (Degebo) wurde am 7. Dezember 1928 in Berlin zur Koordinierung der deutschen Forschung in der Geotechnik gegründet. Sie ist aber heute de facto im Fachgebiet Grundbau und Bodenmechanik des Instituts für Bauingenieurwesen der TU Berlin aufgegangen.

## Gründung und Motivation
Die Gründung erfolgte durch Vertreter staatlicher Stellen (Reichsverkehrsministerium mit deren Abteilung Wasserstraßen, Reichsbahn, Preußisches Kultusministerium), der Bauindustrie und der Universitäten. Es gab damals in Deutschland bereits drei angesehene Bodenmechanik-Institute:
- die Preußische Versuchsanstalt für Grundbau und Wasserbau unter Hans-Detlef Krey, die ab 1927 ein Bodenmechanik-Labor hatten,
- die Bergakademie Freiberg, wo es seit 1924 unter Franz Kögler ein Bodenmechanik-Labor gab,
- und die Hannoversche Versuchsanstalt für Grundbau und Wasserbau von 1927 (das spätere Franzius-Institut) unter dem Wasserbau-Professor in Hannover Otto Franzius.

Ein Grund für die Förderung der Bodenmechanik Forschung in einem eigenen Institut waren große Probleme mit Schadensfällen (zum Beispiel Rutschungen) und Kostenüberschreitungen aufgrund unzureichender Kenntnisse über Bodeneigenschaften beim Eisenbahnbau und Kanalbau (Mittellandkanal), weshalb die Hauptförderer der Degebo anfangs die Eisenbahn- und Wasserstraßenverwaltung war.
Das neue Institutsgebäude der Degebo wurde 1929 gebaut an der heutigen Straße des 17. Juni in Berlin (erst nach dem Krieg zog man in die Jebensstraße um). Es war der TU Berlin zugeordnet, arbeitete aber weitgehend unabhängig. Zu den insgesamt 27 Gründern gehörten Karl von Terzaghi in Wien (der damals weltweit angesehenste Bodenmechanik Experte), Otto Franzius, Franz Kögler, Arnold Agatz (Professor für Grundbau und Wasserbau an der TU Berlin), August Hertwig (Professor für Statik und Stahlbau an der TU Berlin), Wilhelm Loos. Letzterer war ab 1933 und bis 1939 Geschäftsführer der Degebo.

## Aufschwung ab 1930
In den 1930er Jahren erlebte die Degebo einen Aufschwung als zentrale Forschungseinrichtung für die auf dem Sandboden Berlins geplanten Großbauten der NSDAP (zum Beispiel für die Welthauptstadt Germania), wofür geeignete Gründungsmaßnahmen untersucht werden mussten. Nicht zuletzt dafür (aber auch zum Beispiel für Fragen der Verdichtung beim Reichsautobahnbau) kam es bei der Degebo zur Untersuchung bodendynamischer Fragen (August Hertwig, Hans Lorenz, Ramspeck). Bei den untersuchten Bodenverbesserungsverfahren waren ein Tiefenrüttler-Verfahren der Firma Keller Grundbau (patentiert 1933) und ein Verfahren zur Erstellung von Kiessäulen der Firma Franki bei gleichzeitiger Verdichtung des umgebenden Bodens, ähnlich von deren Franki-Pfahl-Verfahren. Mit verbesserten Tiefenrüttlern konnte Keller 1939 bis 35 m tief verdichten, bei Versuchen die von der Degebo begleitet wurden. Ein Ertrag der Bodendynamik-Forschung waren auch Laborverfahren zur Bestimmung lockerster und dichtester Lagerung, die danach in Deutschland gebräuchlich waren.
Auch der Berliner Baugrund wurde von der Degebo 1937 bis 1938 mit über 1000 Bohrungen von im Mittel 25 bis 40 m Tiefe (und 16.000 Bodenproben) untersucht zur Erstellung einer genauen Baugrundkarte Berlins.
Besonders eingespannt war die Degebo in den 1930er Jahren mit Forschungen für die Bodenverdichtung von Dämmen und anderen bodenmechanischen Fragen für den Bau der Reichsautobahn. Unter anderem hatten sie zahlreiche Ingenieure in Bodenmechanik auszubilden.
Bei der Degebo entwickelte man neue Bodenuntersuchungsverfahren, unter anderem bodendynamische Testverfahren und einen Vorläufer der Flügelsonde (für die 1929 ein Patent erteilt wurde, die allerdings dann nach dem Zweiten Weltkrieg anderswo zur Praxisreife entwickelt wurde), später in den 1940er Jahren auch eigene (elektrische) Drucksondierungen (1944, R. Hoffmann), im Gegensatz zur parallelen holländischen Entwicklung mit einem einzigen Sondierstab. Außerdem wurde das Setzungsverhalten zum Beispiel mit dem Schwerbelastungskörper (1940) und Probebelastungen untersucht, der Bodendruck und das Grundbruch-Verhalten. Zu den Wissenschaftlern der Degebo, die mit diesen Entwicklungen verbunden waren, gehörte unter anderem Heinz Muhs, der nach dem Krieg die Degebo leitete. Auch Terzaghi Schüler wie Leo Rendulic (der hier seine Wiener Triaxialtests fortsetzte, die die Theorie effektiver Spannungen von Terzaghi untermauert hatten) und Leo Casagrande (Gründer des Bodenmechanik Labors an der TU Berlin und maßgeblich als Grundbauer am deutschen Autobahnbau beteiligt) arbeiteten hier. Triaxialgeräte, entwickelt von Arthur Casagrande, der auch ab 1933 bei der Degebo wirkte, wurden besorgt und Terzaghi selbst war zum Beispiel 1935 zu längeren Aufenthalten in Berlin. An der Degebo wurden auch die ersten Vorläufer der DIN-Normen für Geotechnik herausgegeben (für Bodenbeprobung 1928, Probebelastungen 1929, Bodenbeschreibung 1929, 1934 Zulässige Belastung des Baugrunds und der Pfahlgründungen, der der Vorläufer der DIN 1054 war, und Baugrunduntersuchung 1935). Diese Arbeit ging nach dem Krieg an die 1950 gegründete Deutsche Gesellschaft für Geotechnik (DGGT).

## Nach dem Zweiten Weltkrieg
Auch nach dem Krieg wurden die Forschungen bei der Degebo zum Beispiel über Grundbruch (die dazu gewonnenen Versuchsergebnisse sind besonders bekannt geworden), Setzungsuntersuchungen und Bodenuntersuchungsverfahren fortgesetzt. Hier erwies sich der Schwerlastkörper (Pilz) aus der Kriegszeit als nützlich für die umfangreichen Grundbruchversuche, da er dank seiner Pilzform als Gegengewicht für die aufzubringenden Bodenpressungen bestens geeignet war. Die Grundbruch- und Tragfähigkeitsversuche für Flachfundamente hatten auch eine praktische Motivation in Berlin, da im Rahmen des Wiederaufbaus auf zahlreichen schwer zu bewertenden alten Gründungen aufgestockt werden musste. Auch die Untersuchungen zu Drucksondierungen wurden fortgesetzt. Die Erkenntnisse der Degebo flossen auch vielfach in die DIN-Normen ein. Nachfolger von Muhs als Direktor war in den 1970er und 1980er Jahren Klaus Weiß.
Heute ist die Degebo praktisch im Fachgebiet Grundbau und Bodenmechanik des Instituts für Bauingenieurwesen der TU Berlin aufgegangen.